# 真正ボクシングジム
真正ボクシングジム（しんせいボクシングジム）は、神戸市東灘区青木に所在するプロボクシングジムである。

## 概要
長谷川穂積が千里馬神戸の所属選手だった時代に世界王座に導いた山下正人トレーナーが長谷川を引き連れ独立し2007年に中央区港島中町で設立。同年10月2日、西日本ボクシング協会に加盟した。
長谷川の他、グリーンツダから元WBC世界ミニマム級および元WBA世界ミニマム級暫定王者の高山勝成も移籍（JBCライセンス返上を機に大阪天神、JBC復帰後は仲里義竜へ移籍し、アマチュアを経てプロ復帰後は石田）。
選手の引退後に配慮し、所属現役選手をジムの社員として雇用、営業や運営を担当させるなど、独自の新しい試みを行っている。
2009年1月に、練習場兼事務所に使用していた建物の賃貸料の未払いがあるとして、建物を所有する不動産会社から、建物を明け渡すよう求める訴訟を神戸地方裁判所に起こされた。同ジムは、長谷川穂積の練習環境に悪影響を与えてはならないとして、練習場の移転を決め。12月9日の神戸地裁で和解が成立した。
2010年2月22日より兵庫区西多聞通に移転。また、同年よりフィリピン出身の元WBC世界フライ級王者で長谷川のスパーリングパートナーも務めたマルコム・ツニャカオと契約。
2011年6月より、大一スペースKジムから、元日本バンタム級王者の大場浩平が移籍。
2013年9月より、フュチュールから、元WBA女子世界ミニマム級王者の多田悦子が移籍。2015年12月にIBF女子世界同級を獲得し、ワタナベ、大橋に続き国内3例目、西日本協会では初となる男女世界王者を輩出したジムとなった。
2017年10月1日、垂水区東舞子町に移転（オフィスは兵庫区のまま）。
2019年11月1日、東灘区青木にジムを移転（垂水区の旧ジムは会長代行であった江藤日出典が『サンライズジム』として運営）。
定期興行は「REAL SPIRITS」として開催され、当初サンテレビでのローカル放送から、2010年よりBS日テレにて全国放送されていた。近年では、メインに真正ジム以外の選手の試合を行うこともある。但し、アンダーカードでは真正ジムの選手の試合を行っている。また、女子の所属選手が増加したこともあり、女子限定あるいはアンダーカードに西日本新人王戦を組み込んだ興行も適宜実施している。
2013年頃より世界戦が行われる定期興行は「THE REAL FIGHT」に改め、カンテレが中継番組を制作している（かつては同局で深夜録画、フジテレビONEまたはフジテレビNEXTで生中継していたが、2017年よりカンテレドーガでのPPV配信、2022年はABEMAでの無料配信）。
2020年より公式YouTubeチャンネル「BOXING REAL」を開設し、真正を中心とした関西ボクシング情報を発信している。加えて「REAL SPIRITS」のライブ配信も実施しており、一部真正が関与しない興行（グリーンツダ主催「CRASH BOXING」など）もライブ配信する場合がある。2022年4月16日のVol.79まではカンテレアナウンサーの実況と試合のない真正所属選手の解説付きだったが、9月25日のVol.82から実況・解説なし、さらに入場シーンは自前では著作権処理ができないため入場曲にオリジナルBGM「REAL SPIRITSのテーマ」を被せて配信されている。なお、7月30日のVol.80（メインは亀田和毅（当時TRY BOX平成西山） vs ウイリアム・エンカーナシオン）はU-NEXT（定額制）、8月14日のVol.81（メインは山中竜也 vs ジョナサン・タコニン）はABEMAでそれぞれ配信された。
2023年5月6日に後楽園ホールで「WHO'S NEXT DYNAMIC GLOVE on U-NEXT」を帝拳と合同で開催。8月5日には神戸市立中央体育館にて開催。

## 選手

### ジム出身世界王者
- 長谷川穂積（WBC世界バンタム級[注釈 1]、同世界スーパーバンタム級、同世界フェザー級）
- 多田悦子[注釈 2]（IBF女子世界ミニフライ級、WBO女子世界ミニマム級）
- 久保隼（WBA世界スーパーバンタム級）
- 山中竜也（WBO世界ミニマム級）
- 佐伯霞（WBO女子世界ミニマム級）
- 黒木優子[注釈 3]（WBO・WBA女子世界アトム級[注釈 4]、WBA女子世界ミニマム級）
- 山中菫（IBF女子世界アトム級、竜也の実妹）

### 世界王者以外の主な現役選手
- 大橋哲朗（2018年度全日本スーパーフライ級新人王、現WBOアジア太平洋スーパーフライ級王者）
- 長井香織（第3代日本女子アトム級王者）
- 芝力人（第2代日本ライトフライ級ユース王者。RK蒲田ボクシングファミリーから移籍。）
- 小林豪己（元WBOアジア太平洋ミニマム級王者）
- 柳井妃奈実（第5代日本女子バンタム級王者）
- ぬきてるみ（第6代OPBF東洋太平洋女子スーパーフライ級王者。井岡弘樹ボクシングジムから移籍）
- 井上夕雅（第4代日本フライ級ユース王者）
- 原優奈（第49代日本スーパーフェザー級王者）

### かつて所属していた主な選手
- 高山勝成（元WBC・WBA(暫定)・IBF・WBO世界ミニマム級王者、グリーンツダジムより移籍）
- マルコム・ツニャカオ（元OPBF東洋太平洋バンタム級王者、元WBC世界フライ級王者、2010年より所属）
- 大場浩平（元日本バンタム級王者、大一スペースKより移籍→SUN-RISEで現役復帰）
- 伊波・ファン・カスティーヨ（元全日本社会人王者、日本ライト級ランカー）
- 山田卓哉（スーパーフライ級ランカー、エディタウンゼントより移籍）
- 石崎義人（元アマチュア全日本王者、日本フライ級ランカー）
- 鈴木悠平（ライト級、2009年全日本ライト級新人王）
- 橋本和樹（フェザー級）
- 伊波・パブロ・カスティーヨ（ファン・カスティーヨの実弟、ハラダで現役復帰）
- 伊藤秀平（2010年度西日本新人王）
- 金井アキノリ（日本ライト級ランカー、姫路木下より移籍）
- 小澤サトシ（元日本バンタム級ランカー）
- 菊地永太（元世界スーパーバンタム級ランカー）
- 小西伶弥（第28代日本ミニマム級王者、元WBOアジア太平洋ライトフライ級王者。SUN-RISEへ移籍）
- 赤林檎（元総合格闘家、元WBO女子アジア太平洋バンタム級王者、国内引退後メキシコへ）
- 伊賀薫（第4代日本女子アトム級王者）
- 穴口一輝（元日本バンタム級ランカー、在籍中の2024年2月2日に死去）
- 藤原芽子（初代日本女子フェザー級王者、OPBF東洋太平洋女子フェザー級王者）

## 交通アクセス
- 阪神本線青木駅より徒歩5分